# Robert Jambon
Le colonel Robert Jambon, né le 25 mai 1925 à Riols et décédé le 27 octobre 2011 à l'âge de 86 ans, était un officier de l'armée française. Il a combattu aux côtés des Hmong durant la guerre d'Indochine durant les années 1940 et 1950. Durant sa carrière, il a obtenu le titre de commandeur de l'Ordre national de la Légion d'honneur et des médailles telles que la Croix de la Valeur militaire et l'Ordre national du Mérite.
En octobre 2011, à 86 ans, Robert Jambon s'est suicidé en se tirant une balle dans la tempe face à la pagode dédiée aux morts d'Indochine, route de Dinard à Dinan. D'après sa lettre de suicide, publiée par le journal Ouest-France, il est mort pour attirer l'attention sur la détresse des Hmongs de l'actuel Laos. Son geste suscita de l'émotion sur le moment, mais ne brisa pas l'indifférence générale des populations de France, dont le gouvernement ne peut que pratiquer la non-ingérence dans les affaires intérieures laotiennes,.
Il a été enterré dans le caveau familial à Riols, dans l'Hérault.

## Sources
- (en) Cet article est partiellement ou en totalité issu de l’article de Wikipédia en anglais intitulé « Robert Jambon » (voir la liste des auteurs).